# Sixte (escrime)
Sixte est l'une des huit positions de la main en escrime. C'est la position de garde au fleuret et à l'épée, ce qui fait d'elle la position la mieux connue du grand public et des néophytes puisqu'elle est toujours exécutée au début de chaque assaut.

## Description

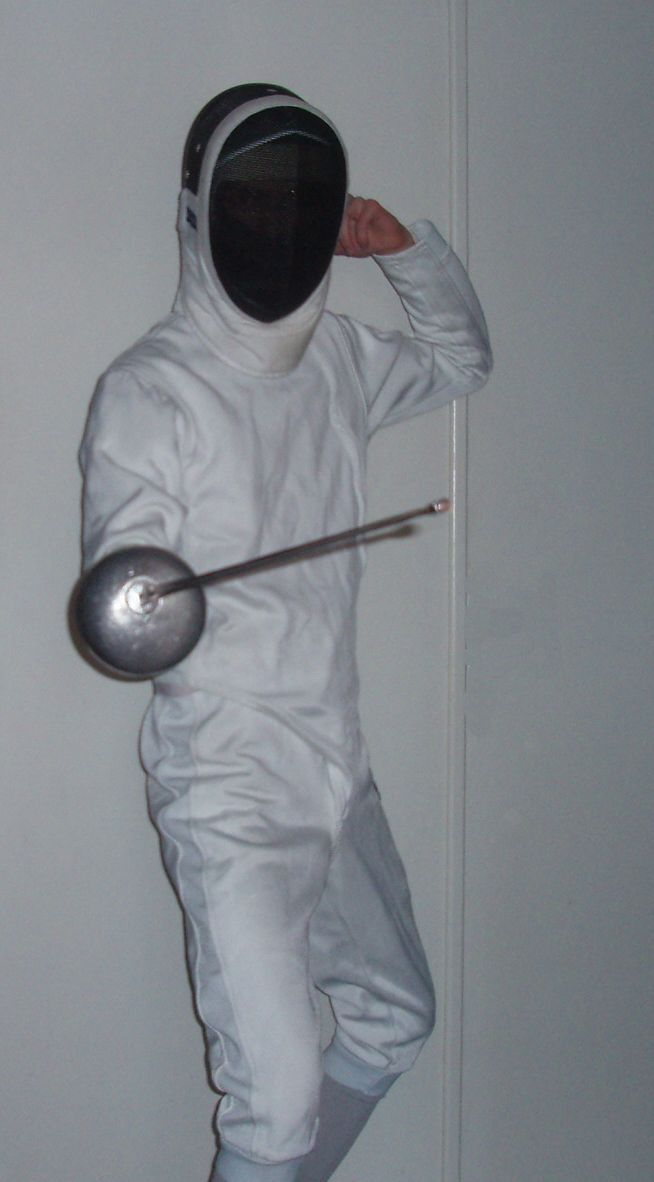
Les positions d'escrime : la sixte

La main est en supination (paume et ongles vers le ciel) et la pointe de l'arme est légèrement plus haute que la main. Le bras est replié contre le corps jusqu'au coude, lequel dessine un angle perpendiculaire avec l'avant-bras.

## Utilité de la sixte
La sixte est une position idéale pour maintenir l'adversaire à distance respectable en le menaçant d'une touche par simple allongement du bras. Elle permet tout aussi bien de se défendre que d'attaquer, soit directement par un développement ou une prise de fer, soit indirectement en lançant des feintes, des parades ou des ripostes. Elle permet également de protéger l'avant-bras armé, partie la plus en avant du corps, derrière la coquille de l'arme.

## Historique
C'est la position de garde à l'épée et au fleuret depuis le XIXe siècle (auparavant, la position de garde était la tierce, qui demeure aujourd'hui la garde au sabre).